# 比斯平根
比斯平根是德国下萨克森州的一个市镇。总面积128.12平方公里，总人口6201人，其中男性3054人，女性3147人（2011年12月31日），人口密度48人/平方公里。